# Ranunculus fascicularis
Ranunculus fascicularis är en ranunkelväxtart som beskrevs av Henry Ernest Muhlenberg och Bigel.. Ranunculus fascicularis ingår i släktet ranunkler, och familjen ranunkelväxter. Inga underarter finns listade i Catalogue of Life.

## Bildgalleri

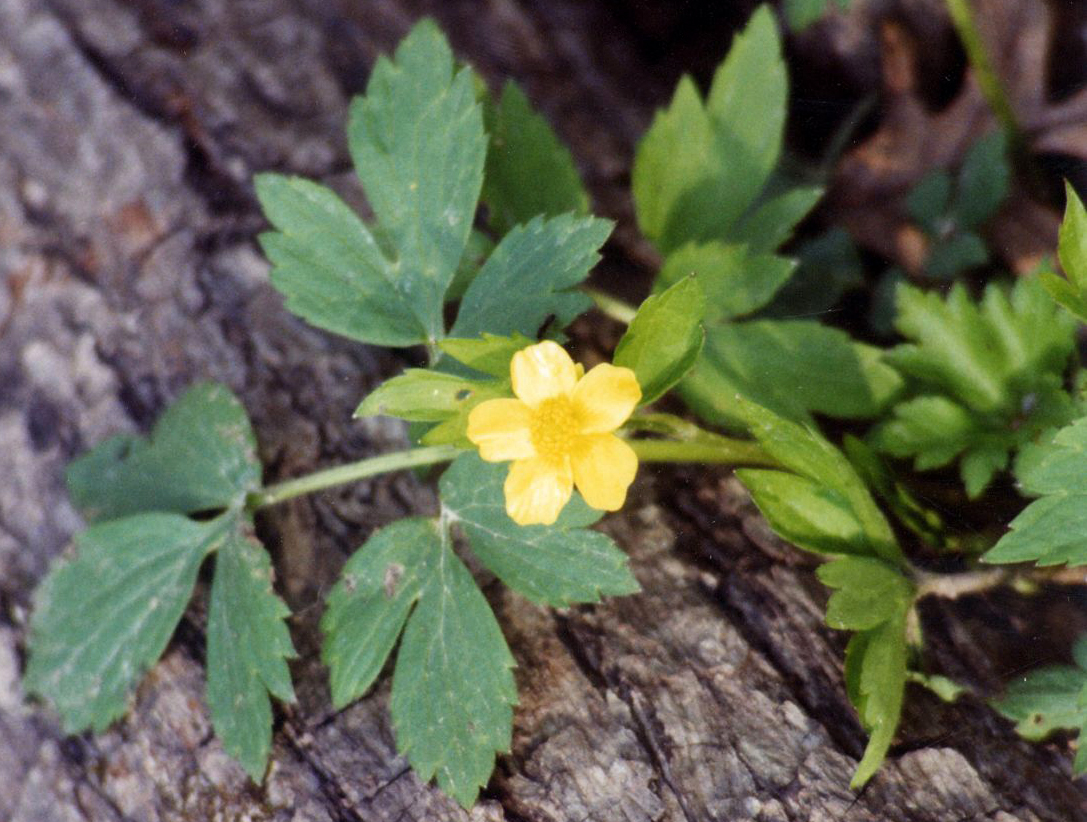